# Eryx borrii
Espèce
Eryx borrii est une espèce de serpents de la famille des Boidae.

## Répartition
Cette espèce est endémique de Somalie. Elle a été découverte à Biji au Somaliland.

## Description
Dans leur description les auteurs indiquent que le spécimen en leur possession, une femelle, mesure 390 mm.

## Étymologie
Cette espèce est nommée en l'honneur de Marco Borri.

## Publication originale
- Lanza & Nistri, 2005 : Somali Boidae (genus Eryx Daudin 1803) and Pythonidae (genus Python Daudin 1803) (Reptilia Serpentes). Tropical Zoology, vol. 18, n. 1, p. 67-136 (texte intégral).